# Хараламбос Костулас
Хараламбос Костулас (грец. Χαράλαμπος Κωστούλας, нар. 30 травня 2007, Афіни, Греція) — грецький футболіст, нападник клубу «Олімпіакос».

## Ігрова кар'єра

### Клубна
У 2019 році Хараламбос Костулас приєднався до клубної академії «Олімпіакоса». В молодіжній команді нападник відзначався високою результативністю. В сезоні 2021/22 виграв молодіжний чемпіонат Греції. У вересні 2022 року Костулас підписав з клубом перший професійний контракт.
В січні 2023 року Костулас провів свій перший матч в другій команді «Олімпіакос В», ставши наймолодшим гравцем в історії клубу, що виступав на професійному рівні. В сезоні 2023/24 Костулас допоміг своєму клубу виграти Юнацьку лігу УЄФА.
В першій команді «Олімпіакоса» Костулас дебютував 17 серпня 2024 року, коли вийшов у стартовому складі на матч чемпіонату країни проти «Волоса».

### Збірна
З 2024 року Хараламбос Костулас захищає кольори молодіжної збірної Греції.

## Титули
Олімпіакос
 Переможець Юнацької ліги УЄФА: 2023/24
 Чемпіон Греції: 2024/25
 Переможець Кубка Греції: 2024/25
Індивідуальні
- Гравець місяця чемпіонату Греції: грудень 2024[7]